# Рандозеро (озеро, Пудожский район)
Рандозеро — пресноводное озеро на территории Красноборского сельского поселения Пудожского района Республики Карелии.

## Общие сведения
Площадь озера — 1,1 км². Располагается на высоте 34,0 метров над уровнем моря.
Форма озера продолговатая: оно почти на два километра вытянуто с северо-запада на юго-восток. Берега преимущественно заболоченные.
Из юго-восточной оконечности озера вытекает Рандручей, впадающий в Онежское озеро.
Острова на озере отсутствуют.
Населённые пункты и автодороги вблизи водоёма отсутствуют.
Код объекта в государственном водном реестре — 01040100611102000019685.